# Jul De Roover
Jul De Roover (Antwerpen, 28 april 1913 - Essen, 17 augustus 2010) was een Belgisch architect.

## Biografie
De Roover was afkomstig uit een artistieke en socialistische familie. Na zijn legerdienst in 1933 ging hij architectuur studeren aan de Koninklijke Academie voor Schone Kunsten van Antwerpen. In de loop van zijn studies kreeg het architectenberoep een officieel statuut. Om een wettelijk erkend diploma te halen was hij verplicht zijn studieduur te verlengen waardoor hij pas in 1941 afstudeerde. Later vestigde hij zich als architect, interieurontwerper en werd hij docent interieurarchitectuur aan het Antwerpse Nationaal Hoger Instituut voor Bouwkunst en Stedebouw (NHIBS). Samen met zijn schoonbroer Renaat Braem behoort hij tot een belangrijke generatie naoorlogse modernisten in België. Hij realiseerde onder andere de zogenaamde Silvertoptorens in Antwerpen (1970-1978) en bibliotheek Couwelaar in Deurne (1967-1974). Als partner van Braem werkte hij mee aan de Politietoren, het zogenaamde Administratief Centrum (1950-1967). Verder tekende hij verschillende woningen waarin Scandinavische invloeden merkbaar zijn, zoals de woning Van Wingerden in Sint-Job-in-'t-Goor (1960) en de woning Steurs in Brasschaat (1961).
Zijn opvattingen over wonen en interieur droeg hij uit via cursussen, voordrachten en artikels. Voor de tentoonstelling Het Nieuwe Wonen uit 1953 verzorgde hij de inrichting van een modelappartement in een van Braems woonblokken op het Antwerpse Kiel. Zijn archief wordt bewaard in het Vlaams Architectuurinstituut (VAi) in Antwerpen.
De Roover overleed op 17 augustus 2010.

## Voornaamste Werken

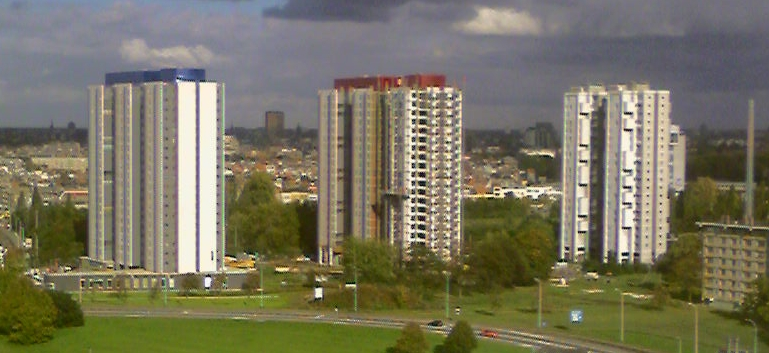
Renovatie van de Silvertoptorens, (Links: nieuwe versie, Midden: Werken bezig, Rechts: Originele versie)

Bibliotheek De Couwelaar in opbouw (1967-1974). Foto uit de collectie van het Vlaams Architectuurinstituut (Collectie Vlaamse Gemeenschap, Archief van Jul de Roover).

| Periode   | Type                | Werk                     | Locatie                                 | Omschrijving                                                                  |
| --------- | ------------------- | ------------------------ | --------------------------------------- | ----------------------------------------------------------------------------- |
| 1970-1978 | Sociale huisvesting | Silvertoptorens          | Kolonel Silvertoplaan, Antwerpen        | Sociale huisvesting verspreid over drie torengebouwen in brutalistische stijl |
| 1967-1974 | Bibliotheek         | Bibliotheek De Couwelaar | Te Couwelaarlei 120, Deurne (Antwerpen) | Bibliotheekcentrale met gesloten verticaal geaccentueerd betonnen gevelfront  |